# Lekkoatletyka na Letnich Igrzyskach Olimpijskich 1980 – rzut dyskiem kobiet
Rzut dyskiem kobiet – jedna z konkurencji lekkoatletycznych rozgrywanych podczas igrzysk olimpijskich w Moskwie.
Obrończynią tytułu mistrzowskiego z 1976 roku była Niemka Evelin Jahl, która obroniła tytuł zdobyty cztery lata wcześniej w Montrealu. W finale ustanowiła rekord olimpijski uzyskując wynik 69,96 m.
W zawodach wzięło udział 17 zawodniczek.

## Terminarz
Wszystkie godziny podane są w czasie (UTC+03:00).
| Etap         | Data            | Godzina rozpoczęcia |
| ------------ | --------------- | ------------------- |
| Kwalifikacje | 31 lipca 1980   | 10:00               |
| Finał        | 1 sierpnia 1980 | 17:00               |

## Rekordy
Tabela uwzględnia rekordy uzyskane przed rozpoczęciem zawodów.
|                   | Zawodniczka    | Wynik | Miejsce  | Data          |
| ----------------- | -------------- | ----- | -------- | ------------- |
| Rekord świata     | Marija Petkowa | 71,80 | Sofia    | 13 lipca 1980 |
| Rekord olimpijski | Evelin Schlaak | 69,00 | Montreal | 29 lipca 1976 |

## Wyniki

### Kwalifikacje
Minimum kwalifikacyjne wynosiło 60,00 m.
| Poz. | Zawodniczka               | Reprezentacja   | Próby | Próby | Próby | Wynik | Uwagi |
| Poz. | Zawodniczka               | Reprezentacja   | 1     | 2     | 3     | Wynik | Uwagi |
| ---- | ------------------------- | --------------- | ----- | ----- | ----- | ----- | ----- |
| 1.   | Margitta Pufe             | NRD             | 65,52 | –     | –     | 65,52 | Q     |
| 2.   | Marija Petkowa            | Bułgaria        | 65,02 | –     | –     | 65,02 | Q     |
| 3.   | Gisela Beyer              | NRD             | 62,86 | –     | –     | 62,86 | Q     |
| 4.   | Tatjana Lesowa            | ZSRR            | 62,20 | –     | –     | 62,20 | Q     |
| 5.   | Swetła Bożkowa            | Bułgaria        | 58,96 | 60,84 | –     | 60,84 | Q     |
| 6.   | Florența Țacu             | Rumunia         | 60,40 | –     | –     | 60,40 | Q     |
| 7.   | Galina Murašova           | ZSRR            | 54,56 | 60,32 | –     | 60,32 | Q     |
| 8.   | Evelin Jahl               | NRD             | 57,86 | 60,22 | –     | 60,22 | Q     |
| 9.   | Zdeňka Bartoňová          | Czechosłowacja  | x     | 59,48 | 57,78 | 59,48 | q     |
| 10.  | Meg Ritchie               | Wielka Brytania | 58,66 | x     | x     | 58,66 | q     |
| 11.  | Carmen Romero             | Kuba            | x     | x     | 58,60 | 58,60 | q     |
| 12.  | Ágnes Herczegh            | Węgry           | 57,80 | 53,74 | 56,86 | 57,80 | q     |
| 13.  | María Cristina Betancourt | Kuba            | 54,16 | x     | 57,62 | 57,62 |       |
| 14.  | Katalin Csőke             | Węgry           | x     | 56,84 | 57,38 | 57,38 |       |
| 15.  | Gael Mulhall              | Australia       | 54,90 | 54,58 | 53,32 | 54,90 |       |
| 16.  | Faina Mielnik             | ZSRR            | 51,64 | 53,76 | x     | 53,76 |       |
| –    | Ludovina de Oliveira      | Mozambik        | x     | x     | x     | NM    |       |
| –    | Ulla Lundholm             | Finlandia       |       |       |       | DNS   |       |

### Finał
| Poz. | Zawodniczka      | Reprezentacja   | Próby | Próby | Próby | Próby | Próby | Próby | Wynik | Uwagi |
| Poz. | Zawodniczka      | Reprezentacja   | 1     | 2     | 3     | 4     | 5     | 6     | Wynik | Uwagi |
| ---- | ---------------- | --------------- | ----- | ----- | ----- | ----- | ----- | ----- | ----- | ----- |
| 01 ! | Evelin Jahl      | NRD             | 66,14 | 69,76 | 69,96 | 68,44 | 68,52 | 66,66 | 69,96 | [ 1 ] |
| 02 ! | Marija Petkowa   | Bułgaria        | 67,68 | 65,36 | 67,66 | 65,56 | 67,68 | 67,90 | 67,90 |       |
| 03 ! | Tatjana Lesowa   | ZSRR            | 64,12 | x     | 65,72 | 64,84 | 67,40 | 66,20 | 67,40 |       |
| 4.   | Gisela Beyer     | NRD             | 67,08 | 60,54 | x     | x     | 66,48 | 65,56 | 67,08 |       |
| 5.   | Margitta Pufe    | NRD             | 51,72 | 64,84 | 61,24 | 58,70 | x     | 66,12 | 66,12 |       |
| 6.   | Florența Țacu    | Rumunia         | x     | 64,06 | x     | 63,92 | 64,16 | 64,38 | 64,38 |       |
| 7.   | Galina Murašova  | ZSRR            | 61,36 | 61,46 | 63,84 | x     | 63,02 | x     | 63,84 |       |
| 8.   | Swetła Bożkowa   | Bułgaria        | 56,82 | 63,14 | 61,70 | x     | 59,54 | 61,26 | 63,14 |       |
| 9.   | Meg Ritchie      | Wielka Brytania | x     | 60,72 | 61,16 | NQ    | NQ    | NQ    | 61,16 |       |
| 10.  | Carmen Romero    | Kuba            | 60,86 | 59,44 | 60,06 | NQ    | NQ    | NQ    | 60,86 |       |
| 11.  | Zdeňka Bartoňová | Czechosłowacja  | 56,96 | 57,74 | 57,78 | NQ    | NQ    | NQ    | 57,78 |       |
| 12.  | Ágnes Herczegh   | Węgry           | x     | 55,06 | x     | NQ    | NQ    | NQ    | 55,06 |       |